# ثنائي البويغ الشوستري
ثنائي البويغ الشوستري (الاسم العلمي: Bisporella schusteri) هو نوع من الفطريات يتبع جنس الثنائي البويغ من الفصيلة المسمارية.